# خطای دستوری
خطا (انگلیسی: solecism)، انحراف از قواعد دستور زبان است.

## نا مصطلح
Solecism از soloikos است، آنچه که قوانین دستور زبان را نقض کند.

## اشتقاق لغات
این کلمه در ابتدا توسط یونانیان برای آنچه که آنها به عنوان اشتباهات گرامری در زبان خود درک می‌کردند استفاده می‌شد. همچنین برای نشان دادن مطالب نامربوط استفاده می‌شد.
خطای دستوری در معنی وسیع تر به هر خطا و سهوی که حاکی از نادانی و بیسوادی باشد گفته می‌شود.
این اصطلاح به عنوان برچسبی برای اشتباهات دستوری در هر زبانی اقتباس شده‌است. solecism به اشتباهات در نحو و در ساخت جملات اشاره دارد.